# 三有
三有，為佛教的術語，對於有的三種分類，即欲界有，色界有，無色界有。
1. 欲界有:就是在五塵中見聞覺知的心，處處作主的心，就是能了知、能領受的覺知心。
2. 色界有:就是一念不生的心，作主的心。
3. 無色界有:也是上面這個心，但離開了色法，沒有色身，只剩下長住於定境法塵的極微細了知心。

有是指有情眾生。有情眾生都在三界中生死輪迴，三界外沒有眾生、沒有佛法。在佛陀時代常有比丘、比丘尼、優婆塞、優婆夷等佛門四眾因修解脫行證道成為阿羅漢，自知自作證:『生死已盡。梵行已立。所作已辦。不受後有。解脫。解脫知見知如真。』其中後有即是往後不再受三界有的身體，由三界中完全消失而說為入無餘涅槃。
《大乘本生心地觀經》卷第二亦說： 諸佛三界有的業報都已經究竟盡，沒有剩餘。